# Умма (іслам)
Умма (араб. أمة) — термін в ісламі, означає сукупність усіх мусульман як релігійну громаду. Це слово згадується у Корані понад шістдесят разів.
Теоретично усі мусульмани становлять одну єдність, яка зветься умма. В релігійних сферах (а також і в певних політичних) зазвичай використовують це слово аби підкреслити єдність усіх мусульман. Насправді існування умми як дійсної єдності дискусійне з огляду на культурні, національні та й урешті-решт релігійні відмінності між мусульманами. Часом слово умма використовують в значенні община мусульман, маючи на увазі конкретну громаду, наприклад «умма Палестини», «арабська умма» тощо.